# Варлени (Валча)
Варлени (рум. Vârleni) насеље је у Румунији у округу Валча у општини Станешти. Oпштина се налази на надморској висини од 269 m.

## Становништво
Према подацима из 2002. године у насељу је живело 378 становника, од којих су сви румунске националности.